# Диоскури
Диоскури (на старогръцки: Διόσκουροι, в превод от гръцки – синове на Зевс, Зевсови потомци) в древногръцката митология се наричат двамата братя близнаци Кастор (Κάστωρ) и Полидевк  (Πολυδεύκης), чиито сестри са Хубавата Елена и Клитемнестра, и всички заедно са деца на Леда и спартанския цар Тиндарей. В римската митология са известни като Кастор (Castor) и Полукс (Pollux).
В своите произведения Омир описва близнаците като смъртни, докато други автори ги описват като безсмъртни. Най-често обаче братята близнаци се споменават като Кастор смъртен и Полидевк безсмъртен, тъй като се счита, че първият (Кастор) е син на Тиндарей, а другият (Полидевк) е син на Зевс, и че те са получили в наследство своя статус. По тази причина, както и поради присъствието им в мита за Тиндарей, често могат да се срещнат и като тиндариди.

## Митове
Според легендите, Зевс се влюбил в Леда, но не можел да се среща с нея, тъй като денем тя била обкръжена от хора в двореца. Затова Зевс я посещавал нощем – в покоите ѝ, преобразен на лебед. Според античните автори братята са родени от едно яйце на Леда, докато други споменават, че Зевс спохождил Леда след нейно сношение със съпруга си Тиндарей. В резултат тя родила и от двамата чрез 2 яйца: в едното (от Зевс) – Полидевк и Елена, в другото (от Тиндарей) – Кастор и Клитемнестра.
Двамата братя израснали неразделни в дружба и честно приятелство. Те били най-близки приятели, независимо че Кастор се усъвършенствал в укротяването на коне, а Полидевк се увличал по юмручния бой. Съвместните им начинания също били забележителни, като най-забележителни останали спасяването на похитената им сестра Елена от Тезей, участието им в Калидонския лов и в похода на аргонавтите до Колхида в търсене на златното руно, както и в отвличането на двете дъщери на Левкип – Феба и Хилайра. Със своите геройства близнаците си стават пример за всички спартанци, докато останалите ахейци били смятани за защитници в битка.
По време на престоя си на кораба Арго, чрез юмручен бой Полидевк убил славния боксьор Амик – син на Посейдон и нимфата Мелия (цар на бебриките в Битиния), който предизвиквал на бой всички чужденци на кораба.
Левкип сгодил дъщерите си за близнаците Идас и Линкей (синове на Афарей – прочутия цар на Месения, братовчеди на Кастор и Полидевк. Левкипидите обаче били похитени от Диоскурите, които се оженили за тях. В резултат между двете двойки близнаци избухнала жестока битка. Прославеният със силата си Идас в боя убил Кастор, а Полидевк убил надарения да вижда през всякакви прегради Линкей. Впоследствие Зевсова мълния пронизала и Идас. Скърбящият Полидевк помолил Зевс да не се разделя с брат си, като подели безсмъртието му и към него. Така по волята на Гръмовержеца братята прекарвали заедно по един ден в подземното царство на Хадес и по един ден – на Олимп, в дома на боговете.
Според преданията от римската митология, заради пословичната любов между двамата братя, Зевс ги възнесъл на небето като съзвездието Близнаци, което показва пътя на моряците, на които те помагали.
Според проф. Богдан Богданов митовете за Диоскури могат да се отнесат към индоевропейската митология, тъй като структурата на мита е налице и в други митологии с индоевропейски произход, въпреки че като цяло индоевропейското начало е слабо застъпено в старогръцката митология.

## Култове
Диоскурите не са само митични герои, към тях са изповядвани и религиозни култове като към герои и като богове. В култа Диоскурите са се считали и за спасители на кораби при морски бури, като тяхното присъствие се е забелязвало от моряците по пламъчетата на върховете на мачтите. В Гърция има множество издигнати храмове в тяхна чест, като в този в Мантинея, в който има горящ вечен огън. В тяхна чест на празниците им са устройвани конни състезания. Смята се, че провеждането на олимпийските игри е под тяхно покровителство. Споменава се, че на вратата на Анакторона (една от свещените сгради на Великите богове в Самотраки) са изобразени статуи, напомнящи на Диоскури, Кабири, или царе. Диоскурите са отъждествявани с богове-Кабири и на други места, където се почитат Кабирите. Най-много храмове на Диоскурите има в Спарта и в гръцките градове във Велика Гърция (Магна Греция) в Южна Италия, например храма в Агриджендо в Сицилия.
Диоскурите се изобразяват обикновено голи (или с хламида), носещи островърхи шапки (пилос), с коне (възседнали ги или прави до тях). Често образите им са съпровождани от звезди, а понякога само звезди ги означават. На Самотраки може би са изобразявани като изправени змии пред вратата на светилището, а в Спарта – като стълбове при портите на храмовете.

### В България
Оброчни плочки с изображения на Диоскурите са откривани в България, в пазарджишкото село Синитово. Изложени са в Регионален исторически музей Пазарджик.

## Влияние
На Диоскурите са кръстени:
- Съзвездието Близнаци, както и двете най-ярки звезди в него – Кастор и Полукс.
- Минералите касторит (друго име – петалит) и полуцит, които се срещат заедно в природата.[1]